# Lajes (Praia da Vitória)
Lajes es una freguesia portuguesa perteneciente al municipio de Praia da Vitória, situado en la Isla Terceira, Región Autónoma de Azores. Posee un área de 11,15 km² y una población total de 3 753 habitantes (2001). La densidad poblacional asciende a 336,6 hab/km². Se encuentra a una latitud de 38°46' N y una longitud 27°6' O. La freguesia se encuentra a 22 m s. n. m.
La actividad económica principal se centra en torno a la Base Aérea de Lajes, infraestructura que alberga un destacamento estadounidense. En ella también se encuentra el Aeropuerto Internacional de Lajes. Fue elevada a villa el 15 de junio de 2002. El principal lugar de culto de la villa es la Iglesia de San Miguel Arcángel. Las freguesias más próximas son Vila Nova, Fontinhas, Santa Luzia, São Brás y Agualva.